# Exoprosopa obtusa
Exoprosopa obtusa är en tvåvingeart som beskrevs av Mario Bezzi 1924. Exoprosopa obtusa ingår i släktet Exoprosopa och familjen svävflugor. Inga underarter finns listade i Catalogue of Life.